# Никола Диклич
Никола (Никица) Диклич е хърватски и български музикант, преподавател и общественик, етнически сърбин.

## Биография
Роден е в гр. Хърватска Костайница (днес в Хърватия) на 28 ноември 1890 г. Зрението си губи на 10-годишна възраст при злополука.

## Образование
След завършване на училище за слепи в Загреб завършва Загребската консерватория със специалност Пиано. Не го допускат до заключителен изпит, защото като сляп не може да пише ноти на плоско-печатно писмо. Не му дават и диплом за завършено висше музикално образование.

## Работа
Работи като музикант (акордеон, пиано) с оркестър в Словакия, Румъния и Бесарабия.
В началото на 1915 г. пристига в България като пътуващ музикант. Свири в най-реномираните заведения в София. Опознава българския фолклор и композира китка за оркестър. Назначаван е за преподавател по музика в Държавното музикално училище, Софийското девическо педагогическо училище и Държавния институт за слепи.
Той е първият председател на създаденото Дружество на българските слепи от 1921 до 1925 г. Веднага след своето учредяване Дружеството на българските слепи постига сериозни успехи както в оранизационно отношение, така и при грижите за професионалната реализация на своите невиждащи членове. До голяма степен успехите се дължат и на немаловажния факт, че тогавашният министър на земеделието Александър Оббов е кум на председателя Никола Диклич.
През октомври 1925 г. Диклич напуска България и заминава за Югославия. От 1945 г. до края на живота си е директор на Музикалното училище в Карловац, Хърватия.
Със съпругата му (българка от Плевен) Бина имат 2 деца – 2 момичета и момче. Никола Диклич умира в Задар, Югославия на 21 март 1964 г.